# Liste des évêques de Springfield
Ne doit pas être confondu avec Liste des évêques de Springfield en Illinois ou Liste des évêques de Springfield-Cape Girardeau.
La liste des évêques de Springfield recense les noms des évêques qui se sont succédé sur le siège épiscopal de Springfield, dans le Massachusetts depuis la création du diocèse de Springfield (Dioecesis Campifontis), le 14 juin 1870, par détachement de celui de Boston.

## Sont évêques
- 23 juin 1870-† 28 mai 1892 : Patrick O'Reilly (Patrick Thomas O'Reilly)
- 9 août 1892-† 5 octobre 1920 : Thomas Beaven (Thomas Daniel Beaven)
- 16 juin 1921-† 10 octobre 1949 : Thomas O'Leary  (Thomas Michaël O'Leary)
- 28 janvier 1950-15 octobre 1977 : Christopher Weldon (Christopher Joseph Weldon)
- 15 octobre 1977-27 décembre 1991 : Joseph Maguire (Joseph Francis Maguire)
- 27 décembre 1991-† 3 juillet 1994 : John Marshall (John Aloysius Marshall)
- 14 mars 1995-11 février 2004 : Thomas Dupré (Thomas Ludger Dupré)
- 9 mars 2004 - 19 juin 2014: Timothy McDonnell (Timothy Anthony McDonnell)
- 19 juin 2014 - 10 juin 2020: Mitchell Rozanski ( Mitchell Thomas Rozanski), nommé archevêque de Saint-Louis

## Sources
- (en) Fiche du diocèse sur le site catholic-hierarchy.org